# Трансмісометр

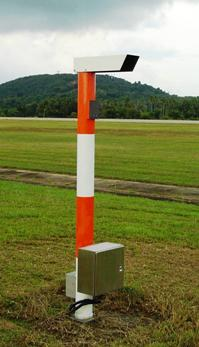
Трансмісометр, що надає інформацію про дальність видимості на ЗПС

Трансмісометр — прилад для вимірювання  молярного коефіцієнта абсорбції атмосфери та морської води, а також для визначення дальності видимості. Він працює, посилаючи вузький колімований промінь енергії (зазвичай, промінь лазера) через середовище розповсюдження. Приймач із вузьким полем огляду на визначеній відстані вимірювання визначає, скільки енергії надходить на датчик, а також визначає  коефіцієнт пропускання та/або коефіцієнт загасання.  У трансмісометрі молярний коефіцієнт абсорбції визначається шляхом вимірювання прямого пропускання світла, а потім одержане значення коефіцієнта використовується для розрахунку дальності видимості. 
Атмосферне згасання є явищем, що залежить від довжини хвилі світла. Найпоширенішою довжиною хвилі, яка використовується в трансмісометрах, є 550 нм, що знаходиться в середині видимого діапазону хвиль і дає змогу отримати добре наближення до дальності видимості. 
Трансмісометри також називаються телефотометрами, вимірювачами пропускання або димомірами.
Трансмісометри також використовуються океанологами та лімнологами для вимірювання оптичних властивостей природної води.  У цьому випадку трансмісометр вимірює коефіцієнт пропускання або загасання  випромінювання від джерела світла з довжиною хвилі близько 660 нм - як правило, на меншій відстані, ніж у повітрі, оскільки вода має меншу максимальну відстань видимості. 
Найновіша технологія трансмісометра  використовує датчик видимості прямого розсіювання, розташований на передавальному блоці, щоб забезпечити вищу точність у розширеному метеорологічному оптичному діапазоні. Після 10 000 метрів точність технології трансмісометра знижується, а при вищій видимості технологія датчика видимості прямого розсіювання є точнішою. Спільне розташування двох датчиків дозволяє використовувати найточнішу технологію для звітування про поточну видимість. Датчик прямого розсіювання також забезпечує автоматичне вирівнювання та автоматичне калібрування пристрою трансмісометра.

## Дивись також
- Дальність видимості по ЗПС